# Perfect World
Perfect World (xinès tradicional: 完美世界, xinès simplificat: 完美世界, sovint abreujat com PW i W2), és un MMORPG en 3D d'aventura i fantasia amb la tradicional configuració xinesa. Els jugadors poden assumir diversos rols, incloent espadatxins, mags, arquers, sacerdots i criatures màgiques. Els personatges poden desenvolupar habilitats a través del temps, l'ús d'armes màgiques i el formar equip amb altres jugadors per lluitar contra els monstres i criatures diverses i també per a conquerir i governar els territoris. Va ser llançat el gener del 2006.
Perfect World és en gran manera basat en la mitologia xinesa i la seva història es localitza al mític món de Pangu.